# Хебнер, Эрл
Эрл Уильям Хе́бнер (англ. Earl William Hebner, род. 17 мая 1949, Ричмонд) — американский рефери в рестлинге.
Наиболее известен как старший судья World Wrestling Entertainment (WWE) с 1988 по 2005 год. Хебнер (вместе со своим братом-близнецом Дэйвом) сыграл важную роль в первом в истории шоу The Main Event в 1988 году, в котором Андре Гигант неоднозначно победил Халка Хогана в борьбе за титул чемпиона мира WWF в тяжелом весе, а также в печально известной «Монреальской подставе» во время главного события Survivor Series 1997 года. Он также участвовал в ряде сюжетных линий, в том числе во вражде с участием фракции Макмэн-Хелмсли и «Альянса». Хебнер также был старшим судьей в Total Nonstop Action Wrestling (TNA) с 2005 по 2017 год и введен в Зал славы TNA в 2015 году.

## Личная жизнь
Хебнер был женат дважды, первый раз он был женат на Кэрол Энн Кеттнер с 1969 по 1977 год. Позже он женился на Сьюзан Энн Грин, брак длился с 1978 по 2000 год.
Сын Хебнера Брайан Хебнер также является рефери в рестлинге, а его дочь Кэти снялась в эпизодической роли в TNA в 2008 году как «Кэти Ким», сестра Гейл Ким. Брат-близнец Хебнера, Дейв, также является судьей в рестлинге и промоутером.
В июле 2016 года Хебнер был упомянут в коллективном иске, поданного против WWE, в котором утверждалось, что сотрудники получили «долгосрочные неврологические травмы» и что компания «регулярно не заботилась» о них и «мошеннически искажала и скрывала» характер и степень этих травм. Иск вел адвокат Константин Кирос, который участвовал в ряде других исков против WWE, в основном по поводу хронической травматической энцефалопатии — проблемы, которая вышла на передний план в связи с травмами, связанными со спортом, особенно после двойного убийства и самоубийства Криса Бенуа. В сентябре 2018 года окружной судья США Ванесса Линн Брайант отклонила иск.

## Титулы и достижения
- Ground Xero Wrestling
  - Зал славы GXW (2016)
- Total Nonstop Action Wrestling
  - Зал славы TNA (2015)[2]